# Живи и помни
«Живи́ и по́мни» — повесть русского советского писателя Валентина Распутина, опубликованная в 1974 году и ставшая одним из наиболее известных его произведений.
В центре повести — трагическая судьба женщины из сибирской деревни, которая узнаёт, что её муж оказался дезертиром во время Великой Отечественной войны (1941—1945).
Впервые повесть опубликована в журнале «Наш современник» (1974, № 10—11), до этого отрывки из повести печатались в газете «Восточно-Сибирская правда» (от 23.11.1973) и в газете «Советская молодёжь» (от 07.06.1974). В 1975 году повесть дважды вышла отдельной книгой в издательстве «Современник» и с тех пор десятки раз переиздавалась. Повесть переведена на ряд иностранных языков, в том числе болгарский, немецкий, венгерский, польский, финский, чешский, испанский, норвежский, английский, китайский, языки народов СССР.
В 1977 году за повесть «Живи и помни» писатель Валентин Распутин был удостоен Государственной премии СССР в области литературы.
По повести поставлены спектакли и опера. В 2008 году режиссёром Александром Прошкиным по мотивам повести снят одноимённый художественный фильм.

## Сюжет
Гуськовы живут в глухой сибирской деревне Атамановке на Ангаре. Андрей берёт в жёны сироту Настёну, с которой до войны успевает прожить четыре года. Детей у них нет.
Лето 1941 года. Началась Великая Отечественная война. Андрея и ещё нескольких парней из деревни забирают на фронт. Он служит до лета 1944 года, когда его тяжело ранят и направляют в госпиталь в Новосибирск. Уверенный, что после выздоровления его если не комиссуют, то дадут отпуск на несколько дней, Андрей потрясён и разочарован, когда осенью его снова направляют на фронт. Чтобы хотя бы на день побывать у родных, он из госпиталя едет в Иркутск, однако через несколько дней понимает, что всё равно не успеет, и что он уже совершил дезертирство. Прячась от всех, он постепенно пробирается в родные места. Между тем, его пропажа обнаружена, и в Атамановку уже приезжали из военкомата узнавать, не было ли известий от Андрея.
В крещенские морозы января 1945 года Андрей тайно добирается до Атамановки, где крадёт в бане топор и лыжи. Настёна постепенно догадывается о том, кто может быть вором, и вскоре ночью встречает Андрея в бане. Андрей просит её никому не рассказывать о том, что она его видела. Андрей понимает, что его жизнь зашла в тупик, выхода из которого он не видит, и не хочет, чтобы когда-либо стало известно о его дезертирстве. Время от времени Настёна навещает мужа, укрывшегося в отдалённой зимовке посреди тайги, и приносит ему необходимые вещи. В марте Настёна понимает, что беременна. Андрей рад, что от него останется ребёнок, однако и он, и Настёна понимают, что ей придётся выдать ребёнка за незаконнорождённого.
Весной отец Гуськова обнаруживает пропажу ружья, однако Настёна пытается убедить его, что обменяла ружьё на трофейные немецкие часы (которые ей в действительности дал Андрей), чтобы продать их и сдать деньги по государственному займу. Андрей, страдая от одиночества, подходит к деревне, чтобы последний раз посмотреть на неё, и достаточно близко видит своего отца, хотя тот не замечает сына. С таянием снега Андрей перебирается на более дальнее зимовье.
Заканчивается война. Настёна время от времени, под предлогом того, что ей нужна лодка для хозяйственных нужд, перебирается на другой берег Ангары повидать Андрея, который по-прежнему полон решимости покончить с собой, но больше не показываться другим людям. Наконец, свекровь замечает, что Настёна беременна и выгоняет её из дому. Настёна уходит жить к подруге Надьке, вдове с тремя детьми. Свёкор догадывается, что отцом ребёнка может быть Андрей и просит Настёну признаться, но она не делает этого, чтобы не нарушить данное Андрею обещание. Между тем, её усталость от необходимости жить, скрывая от всех правду, становится невыносимой. В деревне начинают подозревать, что Андрей может скрываться поблизости, и за Настёной начинают следить. Ночью, желая предупредить Андрея, Настёна видит, что за ней плывут односельчане, и топится в Ангаре.

## Действующие лица
- Настёна — около 30 лет, сирота из-под Иркутска, с «каменным терпением»
- Андрей Гуськов — муж Настёны, около 30 лет, уроженец Атамановки, единственный сын своих родителей, дезертир
- Михеич (Фёдор Михайлович) — отец Андрея, конюх, «добрая душа», «…человек не скрытный, не хитрый»
- Семёновна — мать Андрея, хозяйка дома, с «несладким» характером
- Надька — подруга и соседка Настёны, мать троих детей, вдова погибшего на фронте, «простоватая», «задиристая»
- Нестор — председатель колхоза, инвалид
- Карька — «добрый конь»,… на котором ездил сам Нестор"
- Иннокентий Иванович — пожилой житель села, счетовод колхоза, «хитроумный чтей-грамотей», старается обо всем знать «поперед других»
- дед Матвей — односельчанин Гуськовых, бакенщик, брат Иннокентия Ивановича
- Максим Вологжин — односельчанин Гуськовых, вернувшийся с фронта
- Лиза Вологжина — его жена
- Василиса Рогова («Василиса Премудрая») — односельчанка Гуськовых, «уверенная в себе», «твердо и спокойно ступающая по жизни», «…слово — что золото, зря не выронит»
- Уполномоченный из Карды, приезжавший оформлять в Атамановке подписку на государственный заём

## Отзывы

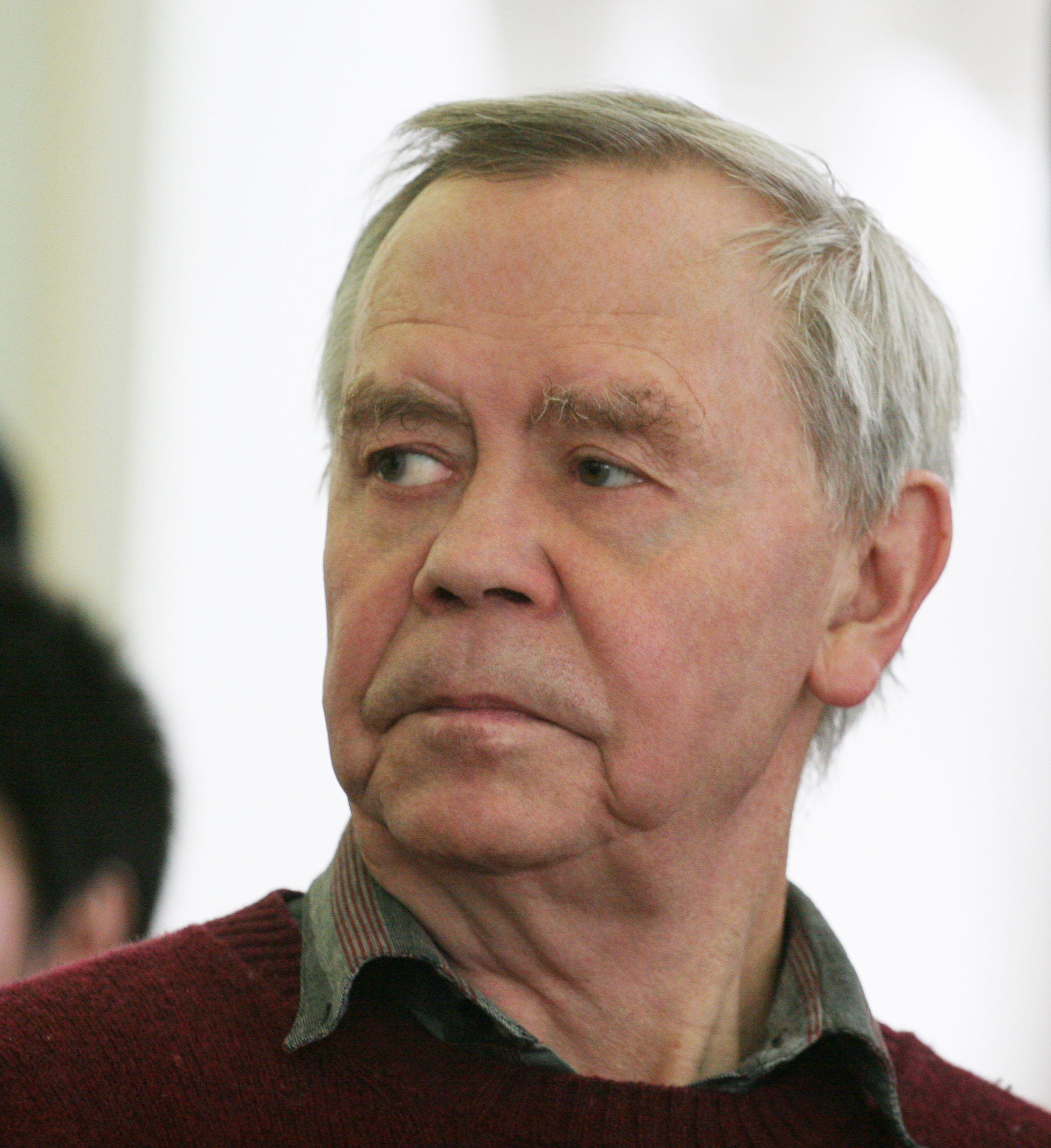
Валентин Григорьевич Распутин (1937—2015)

Сразу после публикации высоко оценил повесть Виктор Астафьев, который в письме Валентину Курбатову отозвался о новом произведении Распутина так:
Валя Распутин написал что-то совершенно не поддающееся моему разуму, что-то потрясающее по мастерству, проникновению в душу человека, по языку и той огромной задаче, которую он взвалил на себя и на своих героев повести “Живи и помни”.
Астафьев также высказал опасение по поводу того, что официальная критика вряд ли воспримет повесть с восторгом:
Ой, дадут они Вале Распутину за повесть! Он не просто палец, а всю руку до локтя запустил в болячку, которая была когда-то раной, но сверху чуть зарубцевалась, а под рубцом гной, осколки, госпитальные нитки и закаменевшие слезы…
Действительно, после публикации повести часто отмечалось, что она носит новаторский характер прежде всего с точки зрения выбора темы — одним из главных героев является дезертир. Александр Солженицын в своей речи при вручении Распутину Премии Солженицына 4 мая 2000 года начал свой обзор его творчества именно с повести «Живи и помни»:
Валентин Распутин появился в литературе в конце 60-х, но заметно выделился в 1974 внезапностью темы — дезертирством, — до того запрещённой и замолчанной, и внезапностью трактовки её. (...) в отблещенной советской литературе немыслимо было вымолвить даже полслова понимающего, а тем более сочувственного к дезертиру. Распутин — переступил этот запрет.
Солженицын также отметил, что помимо основных персонажей, в повести «малыми средствами выставлен нам ещё десяток характеров — и вся заброшенная сибирская деревня, где скудный вдовий праздник окончания войны — щемит, посильнее батальных сцен у других авторов».
Во время ссылки в Магаданскую область повесть прочитал Василь Стус, который отметил в письме жене и сыну от 24.10.1977: «На Великдень сидел дома и читал „Живи и помни“ Валентина Распутина. Это — прекрасный роман. Это — отрада моему угнетенному сердцу».
Некоторые критики расценивают повесть как лучшую в творчестве писателя: так, Сергей Беляков в отзыве о последней повести Распутина «Дочь Ивана, мать Ивана» говорит о том, что эта повесть «художественно уступает только „Живи и помни“ — недостижимой его вершине».

## Награды
- 1977 год — Государственная премия СССР в области литературы
- 2012 год — премия «Ясная Поляна» в номинации «Современная классика»[8]

## Экранизации и постановки

### Опера
Композитор Кирилл Волков создал по повести одноимённую оперу, которая в 1987 году была удостоена Государственной премии РСФСР имени М. И. Глинки (вместе с кантатами композитора для хора без сопровождения «Тихая моя родина», «Слово»).

### Театр
Спектакли по повести неоднократно ставились в советских и российских театрах, в том числе в Иркутском драматическом театре имени Н. П. Охлопкова, Малом драматическом театре Санкт-Петербурга, Приморском драматическом театре имени Горького, Московском художественном театре имени А. П. Чехова, Театре для детей и молодёжи (Кемерово), Самарском академическом театре драмы им. Максима Горького и др.
В 1987 году на базе театра-студии «Сфера» был снят фильм-спектакль по повести с Татьяной Дорониной и Александром Голобородько в ролях (спектакль построен как диалог Настёны и Андрея, другие персонажи не задействованы).

### Кинематограф
В 2008 году на экраны вышла российская экранизация повести — одноимённый художественный фильм режиссёра Александра Прошкина с Дарьей Мороз и Михаилом Евлановым в главных ролях. Картина была удостоена ряда кинематографических наград.